# Pantone
Pantone Inc. je americká korporace se sídlem v Carlstadt, New Jersey. Je známá pro svůj systém barev – Pantone Matching System (PMS), patentovaný barevný prostor využívaný v řadě odvětví, převážně tisku a DTP. Systém Pantone využívají výrobci barev, textilních vláken a plastů.
V roce 2007 korporaci koupila společnost X-Rite, Inc za 180 milionů dolarů.

## Barva roku
Pantone každoročně vyhlašuje barvu roku. Dvakrát do roka korporace pořádá tajnou schůzku představitelů různých barevných standardů. Po dvou dnech prezentací a debat vyberou barvu, která reprezentuje daný rok.
2000
Cerulean
Pantone 15-4020
2001
Fuchsia Rose
Pantone 17-2031
2002
True Red
Pantone 19-1664
2003
Aqua Sky
Pantone 14-4811
2004
Tigerlily
Pantone 17-1456
2005
Blue Turquoise
Pantone 15-5217
2006
Sand Dollar
Pantone 13-1106
2007
Chili Pepper
Pantone 19-1557
2008
Blue Iris
Pantone 18-3943
2009
Mimosa
Pantone 14-0848
2010
Turquoise
Pantone 15-5519
2011
Honeysuckle
Pantone 18-2120
2012
Tangerine Tango
Pantone 17-1463
2013
Emerald
Pantone 17-5641
2014
Radiant Orchid
Pantone 18-3224
2015
Marsala
Pantone 18-1438
2016
Rose Quartz
Pantone 13-1520
2016
Serenity
Pantone 15-3913
2017
Greenery
Pantone 15-0343
2018
Ultra Violet
Pantone 18-3838
2019
Living Coral
Pantone 16-1546
2020
Classic Blue
Pantone 19-4052
2021
Ultimate Gray
Pantone 17-5104
2021
Illuminating
Pantone 13-0647
2022
Very Peri
Pantone 17-3938
2023
Viva Magenta
Pantone 18-1750
2024
Peach Fuzz
Pantone 13-1023
2025
Mocha Mousse
Pantone 17-1230